# هيلين هيفرون روبرتس
هيلين هيفرون روبرتس (1888–1985) عالمة أنثروبولوجيا أمريكية ورائدة في علم الموسيقى العرقية. تضمن عملها دراسة أصول الموسيقى وتطورها بين المارون الجامايكيون وشعوب البويبلون في الجنوب الغربي الأمريكي. أُرشفت تسجيلاتها لألحان هاواي القديمة في متحف بيرنيس بّي بيشوب في هونولولو. كانت روبرتس إحدى تلامذة ألفريد فّي كيدر وفرانز بواس.

## النشأة والخلفية الموسيقية
ولدت في شيكاغو في 12 يونيو 1888، وهي الكبرى من بين ثلاثة أطفال، ووالدها المحاسب ويليام هينمان روبرتس ووالدتها الفنانة دانا ألما ماكدونالد روبرتس. واصلت روبرتس دراستها بعد الانتهاء من تعليمها الأساسي في مدرسة مونتايسلو، وتخرجت من كلية شيكاغو الموسيقية في عام 1909 والمعهد الأمريكي للموسيقى في عام 1911.

## الدراسات الأنثروبولوجية
أدركت روبرتس خلال دراستها في المعهد الموسيقي أنها لا تستطيع تحقيق حلم والديها في أن تصبح عازفة بيانو كلاسيكية. فقد عانت من مشاكل صحية متكررة غير محددة، فضلًا عن فقدانها مهارة الأيدي. استشهدت في مقابلة لها بعد عدة سنوات، بصحتها واهتمامها المبكر بثقافة الأمريكيين الأصليين كدوافع لرحلاتها إلى جنوب غرب الولايات المتحدة. تخلل عملها في المعهد الموسيقي بعد التخرج على مدار سنوات، العمل كمدرّسة موسيقى في كانساس وتكساس والمكسيك، حيث غالبًا ما انضمّ أفراد أسرتها إليها.
وقد بدأ اهتمامها بالآثار في تلك الفترة، وتدربت تحت إشراف ألفريد فّي كيدر في موقع التنقيب في بيكوس في نيومكسيكو. نشرت في عام 1916 «اللف المزدوج» (صناعة الفخار) في مجلة الأنثروبولوجيّ الأمريكيّ. شجعها برتولد لوفر من متحف شيكاغو الميداني للتاريخ الطبيعي- كما فعل كيدر- على التسجيل في جامعة كولومبيا.
تدربت تحت إشراف فرانز بواس الملقب بأبي الأنثروبولوجيا الأمريكية، وغيّرت أثناء ذلك أهداف حياتها من مهنة التدريس الموسيقي واحتراف الموسيقى إلى دراسة أصول الموسيقى وتطورها في الثقافات العرقية. أخبرها بواس بأنها رائدة في مجال الموسيقى العرقية الجديد نسبيًا، فلن تحظى بمنافسة تذكر.
بدأت بإثبات نفسها ضمن مجالات اهتمامها المتنوعة بعد حصولها على درجة الماجستير في الأنثروبولوجيا عام 1919، وذلك في مجال النشر. قدمت مراجعةً لكتاب إتش إي كريبييل الأغاني الأفريقية الأمريكية الشعبية في عام 1917 لمجلة الفلكلور الأمريكي، وقد نشرت في عام 1918 مشاركةً مع المؤلف هيرمان كي هيبرلين بعض أغاني الشعوب الساليه على امتداد بيوجت ساوند في مجلة الفلكلور الأمريكي. قدمت مراجعتين خلال عام 1919، أغاني النابالوي لكاتبيه سي آر موس وإيه إل كروبر لصالح الأنثروبولوجيّ الأمريكيّ، وموسيقى تيتون سو للمؤلف فرانسيس دينسمور في مجلة الفلكلور الأمريكي. نُشرت أطروحتها الماجستير بعنوان صناعة السلال الملفوفة في كولومبيا البريطانية والمنطقة المحيطة بالشراكة مع هيبرلين وجيمس إيه تايت، في عام 1928.

## العمل الميداني ونسخ التسجيلات
أمضت روبرتس عدة أشهر في عامي 1920-1921 في جامايكا تحت رعاية الجمعية الأمريكية لتقدم العلوم ومؤسسة الفلكلور في كلية فاسار، وذلك برفقة رئيسة المؤسسة مارثا بيكويث. أثمرت جهودهم التعاونية بتسجيلات ونشر أعمال عن الفلكلور الجامايكي، إذ نشرت بيكويث في عام 1921 ألعاب جامايكا الشعبية مع الموسيقى التي سجلتها روبرتس هناك. كما نشرا معًا قصص أنانسي في جامايكا في عام 1924، ونشرت روبرتس احتماليات بقاء الأغنية الأفريقية في جامايكا في عام 1926، الذي يركز على تاريخ المارون الجامايكيون وثقافتهم.
أنتج العمل الميداني الذي أكملته روبرتس في هاواي خلال عامي 1923 و1924 تسجيل حوالي 1255 لحنًا فرديًا، المحفوظين حاليًا في متحف بيرنيس بّي بيشوب في هونولولو. سجلت روبرتس في عام 1926 أغنية إلين برازيل في منطقة سوميز بار في شمال كاليفورنيا وهي تغني «تهويدة بالكونوميهو». يمكن سماع هذا التسجيل الصوتي في مركز الحياة الشعبية الأمريكي. يمكن العثور على تفاصيل جلسة التسجيل هذه- وهي جزء من مشروع للحفاظ على لغة شاستا المهددة بالزوال- في أرشيف الأنثروبولوجيا الوطني التابع لمؤسسة سميثسونيان.
لم يساعد تدربها المهني الأولي مع ألفريد كيدر على تغيير اختيار حياتها المهنية فحسب، بل وفر أيضًا مسارًا لاستكشاف اهتمامها المتواصل بثقافة الأمريكيين الأصليين. نشرت في عام 1923 أغاني شاكوينا عند زوني ولاغونا في مجلة الفلكلور الأمريكي. بدأت في العمل الميداني بين شعوب البويبلون في عام 1930، وتضمنت مجموعة فيديو 16 ملم من الأغاني الشعبية الأمريكية لآلان لوماكس بما فيها رقصة تيوا التي صورتها روبرتس في عام 1936 بالقرب من سان إلديفونسو بويبلو في نيومكسيكو. يمكن العثور على الأعمال الفنية الخاصة بسان إلديفونسو بويبلو والتي جُمعت في ذلك الوقت من قبل روبرتس في مجموعة المتحف الوطني للهنود الأمريكيين.
تعاونت روبرتس مع العديد من المهنيين في الفترات الفاصلة بين المهام الميدانية، والذين ارتبطت بهم معظم حياتها. أشركها كلارك ويسلر وجيسي والتر فيوكس في عملهما على موسيقى باوني، وقد نسخت لإدوارد سابير مجموعة دايموند جيني: أغاني هنود النوتكا في جزيرة فانكوفر الغربية. قبلت منصبًا في جامعة ييل عام 1924، بناءً على طلب ويسلر الذي ساعد في قيادة مشروع جديد ممول من مؤسسة روكفلر. أصبح سابير مشرفها في جامعة ييل عام 1931، حيث بقيت حتى عام 1936.
وصل إدوين غرانت بوروز- بعد عامين من العمل في متحف بيرنيس بّي بيشوب في هونولولو- إلى جامعة ييل في عام 1933 للعمل على درجتي الماجستير والدكتوراه في الأنثروبولوجيا، ووفقًا لروبرتس، فقد قدم تحت إشرافها. أوداها عملها المهني والتزاماتها مع جامعة ييل إلى أوروبا حيث أقامت صداقةً للحياة مع بياتريس بلاكود.
قدمت منحة عام 1934 من شركة كارنغي في نيويورك لها معدات تسجيل مصممة خصيصًا لتسهيل مشروعها في جامعة ييل لنسخ تسجيلات أسطوانة الشمع على أقراص الألمنيوم. كما أصبحت روبرتس جامعةً لأسطوانات الشمع التي سجلها باحثون آخرون في مجالها. وتبرعن في النهاية بحوالي 400 أسطوانة شمع إلى المجموعة الدائمة لأرشيف الثقافة الشعبية في مكتبة الكونغرس.
كانت روبرتس عضوة مؤسسة في الجمعية الأمريكية لعلم الموسيقى المقارن في عام 1933- المنظمة الأم للمكتبة الأمريكية لعلم الموسيقى- جنبًا إلى جنب مع عالم الموسيقى والملحن تشارلز سيغر، والملحن هنري كويل، وعالم الموسيقى العرقية جورج هيرزوغ، ودوروثي لوتون من مكتبة نيويورك العامة. تصور سيغر أن عمل المكتبة الأمريكية لعلم الموسيقى التي لم تدم طويلًا سيكون نشر الموارد المتعلقة بالموسيقى، لكنها لم تعد موجودة بحلول عام 1936.

## أواخر حياتها
انتقلت روبرتس جزئيًا إلى تريون بولاية كارولينا الشمالية لرعاية والدها، بعد أن أدى خفض التمويل في عام 1935 إلى إلغاء منصبها في جامعة ييل. تعلمت أن تزرع طعامها في هذه البيئة الجنوبية الصغيرة، وأصبحت بستانيّة بارعة. انضمت روبرتس خلال الحرب العالمية الثانية إلى نساء تريون الأخريات في الطبخ وتعليب الأطعمة لإرسالها إلى أوروبا.
انتقلت روبرتس بعد وفاة والداها إلى نيو هافن بولاية كونيكتيكت عام 1945، حيث أمضت بقية حياتها. أصبحت عضوةً في جمعية البستنة في نيويورك، وحصلت على عضوية في مجلس إدارة أوركسترا نيو هافن السيمفونية. شاركت روبرتس- مع دوريس كوزينز- أثناء عضويتها في مجلس الإدارة، في كتابة «تاريخ أوركسترا نيو هافن السيمفونية احتفالًا بموسميها الخامس والسابع». توفيت في 26 مارس 1985، ويتوفر الجزء الأكبر من تسجيلاتها في مستودع مكتبة ستيرلينغ التذكارية في جامعة ييل.
أسست ملكية روبرتس صندوق هيلين روبرتس، الذي ينطوي على منح أداء مجاني في نيو هافن غرين من قبل أوركسترا نيو هافن السيمفونية في كل صيف. وقد قدمت الفرقة الموسيقية في السنوات الأخيرة، مع كل من ويليام بوغتون، وسيرك ميكانيكس، وكُرت إلينغ، وجيمي غرين، وألاسدير نيل، وديان ريفز، أنهار الصوت لأمير السافار وتيمبو لايبر، في حفلات احتفالية بإرث هيلين روبرت الموسيقي في مجتمع نيو هافن.